# Somdev Devvarman
Somdev Kishore Devvarman (Assam, 13 febbraio 1985) è un ex tennista indiano, che ha raggiunto il 62º posto del ranking mondiale ATP.
Giocatore professionista solamente dal 2008, pur avendo disputato tornei dell'ATP già nel 2002, è stato allenato da Scott McCain.

## Biografia
Devvarman, cresciuto vicino a Chennai, nel 2005 si è trasferito negli USA per studiare all'Università della Virginia, ottenendo una laurea in sociologia nel 2008, anno del suo ingresso nel professionismo. Ha vinto per la sua università il titolo NCAA sia nel 2007 (battendo John Isner) che nel 2008 (battendo J.P. Smith). Tra gli altri successi, vanno ricordati l'oro ai Giochi del Commonwealth del 2010 e quello sia in singolo che in doppio ai Giochi asiatici. Durante il mese di febbraio del 2011 è stato nominato sportivo dell'anno per l'India presso Bangalore dalla rivista Sports Illustrated, insieme al cricketista Sachin Tendulkar.

## Statistiche

### Singolare

#### Sconfitte (2)
| Legenda                |
| Grande Slam            |
| ATP World Tour Finals  |
| Giochi olimpici        |
| ATP Masters 1000       |
| ATP World Tour 500     |
| ATP World Tour 250 (2) |

| Numero | Data            | Torneo                       | Superficie  | Avversario in finale | Punteggio     |
| 1.     | 10 Gennaio 2009 | Chennai Open, Chennai        | Cemento     | Marin Čilić          | 4-6, 6-73-7   |
| 2.     | 6 Febbraio 2011 | SA Tennis Open, Johannesburg | Cemento (i) | Kevin Anderson       | 6-4, 3-6, 2-6 |

### Doppio

#### Sconfitte (1)
| Legenda doppio            |
| Grande Slam (0)           |
| ATP World Tour Finals (0) |
| ATP Masters 1000 (0)      |
| ATP World Tour 500 (0)    |
| ATP World Tour 250 (1)    |

| Numero | Data           | Torneo                       | Superficie | Compagno          | Avversari in Finale         | Punteggio       |
| 1.     | 31 Luglio 2011 | Farmers Classic, Los Angeles | Cemento    | Treat Conrad Huey | Mark Knowles Xavier Malisse | 6(3)–7, 6(10)–7 |